# Palais Davia Bargellini
Le palais Davia Bargellini est un palais de style baroque situé sur la Strada Maggiore, dans le centre de Bologne, en Italie. Il accueille actuellement le musée Davia Bargellini.
Le palais est une construction du XVIIe siècle à la structure monumentale, dessinée par l'architecte Bartolomeo Provaglia, lequel renonce pour l'occasion à la structure classique avec portique pour mettre en valeur le caractère unique et grave du lieu, par un espace laissé ouvert faisant face au portique de la basilique Santa Maria dei Servi. Deux atlantes, sculptés par Francesco Agnesini et Gabriele Brunelli, encadrent l'entrée